# Sprachbau des Esperanto
Dieser Artikel befasst sich mit den grammatikalischen, phonetischen und lexikalischen Grundlagen des Esperanto.

## Aussprache

### Lautvorrat

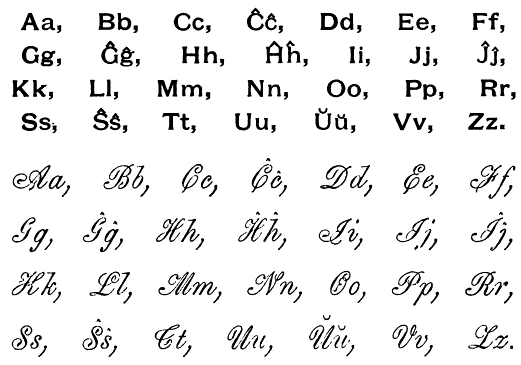
Gedruckte und handschriftliche Buchstaben des Esperanto-Alphabets

Das Esperantoalphabet umfasst 28 Buchstaben. Jeder Buchstabe entspricht einem  Sprachlaut. Die Laute entsprechen im Wesentlichen den deutschen, dabei haben die Sonderzeichen die folgenden Entsprechungen:
| Buchstabe | Aussprache |
| --------- | ---------- |
| ĉ         | Matsch     |
| ĥ         | Bach       |
| ĵ         | Blamage    |
| ĝ         | Dschungel  |
| ŝ         | Asche      |
| ŭ         | Auto       |

| Großbuchstaben  | A | B | C  | Ĉ  | D | E   | F | G | Ĝ  | H | Ĥ | I | J | Ĵ | K | L | M | N | O   | P | R | S | Ŝ | T | U | Ŭ     | V | Z |
| Kleinbuchstaben | a | b | c  | ĉ  | d | e   | f | g | ĝ  | h | ĥ | i | j | ĵ | k | l | m | n | o   | p | r | s | ŝ | t | u | ŭ     | v | z |
| IPA             | a | b | t͡s | t͡ʃ | d | e ɛ | f | g | d͡ʒ | h | x | i | j | ʒ | k | l | m | n | o ɔ | p | r | s | ʃ | t | u | w (u̯) | v | z |

Mit dem Begriff „Artikulationsart“ wird in der Phonetik die Art und Weise beschrieben, wie im Vokaltrakt (Ansatzrohr) der Luftstrom moduliert wird und wie durch den Luftstrom, ein Sprachlaut gebildet werden kann. Im Esperanto können innerhalb der Konsonanten und Vokale folgende Einteilungen vorgenommen werden:
- Plosive:  p, b, t, d, k, g
- Frikative: f, v, s, z, ŝ [S], ĵ [Z], ĥ [x], h
- Affrikaten: c [ts], ĉ [tS], ĝ [dZ]
- Nasale: m, n
- Liquide: l, r
- Halbvokale: j, ŭ [w][2]

### Vokallänge
Die Vokallänge bewirkt keine Bedeutungsunterscheidung: Man kann Vokale nach Belieben kurz, mittellang oder lang aussprechen. Trotzdem gibt es bestimmte Tendenzen, je nach Situation die Vokale kurz oder lang auszusprechen. So wird normalerweise ein Vokal in einer betonten Silbe lang ausgesprochen, wenn auf ihn nicht mehr als ein Konsonant folgt, z. B. simila [si'miːla], aber rezisti [re'zisti].
Diese Vokallänge bleibt häufig auch bei Apokope der o-Endung der Substantive bestehen, so dass Minimalpaare entstehen, die sich lautlich nur durch Länge bzw. Kürze des Vokals unterscheiden. Beispiel: [viːn] „Wein“, aber [vin] „dich“.

### Wortbetonung
Esperanto hat fünf Vokalphoneme: a, e, i, o, u. Jeder dieser Vokale bildet eine eigene Silbe. Der Halbvokal ŭ klingt wie der kurze Vokal u, bildet aber keine eigene Silbe.
In mehrsilbigen Wörtern wird stets die vorletzte Silbe betont. Bei der Elision (siehe unten) zählt die ausgefallene Endung -o mit, so dass die letzte sichtbare Silbe betont wird.
Beispiele (der betonte Vokal wird hier zur Verdeutlichung mit einem sonst nicht geschriebenen Akzent (Akut) versehen (vgl. Spanisch)):
- lúmo (= Licht) – Betonung auf dem u
- abío (= Tanne) – Betonung auf dem i
- regúlo (= Regel) – Betonung auf dem u
- ánkaŭ (= auch) – Betonung auf dem 1. a
- nenía (= kein, keinerlei) – Betonung auf dem i
- radío (= Radio; Strahl) – Betonung auf dem i
- emú’ (= Emu) – Betonung auf dem u (von „emuo“ abgeleitet, s. u.)

## Grammatik

### Wortarten
Im Esperanto lassen sich die Wörter in zwei Gruppen einteilen: einerseits Endungswörter (finaĵvortoj), die eine Endung haben, die die Wortart/Wortfunktion näher definiert; andererseits Partikeln (vortetoj).
Die Partikeln sind eine begrenzte Gruppe von Wörtern, die sich je nach ihrer Funktion in Präpositionen, Pronomen, substantivische Partikeln, adjektivische Partikeln, Zahlwörter, Konjunktionen, Subjunktionen, Vergleichspartikeln, adverbiale Partikeln und Exklamationen einteilen lassen.
Die Endungswörter lassen sich einteilen in Verben, O-Wörter (Substantive), A-Wörter (Adjektive) und E-Wörter ([abgeleitete] Adverbien). Verben haben eine der Verb-Endungen -i, -as, -is, -os, -us oder -u. O-Wörter haben immer die Endung -o, A-Wörter immer die Endung -a, E-Wörter immer die Endung -e. Diese drei Wortarten werden häufig auch als „Substantive“, „Adjektive“ und „abgeleitete Adverbien“ bezeichnet; diese Bezeichnung täuscht allerdings eine Asymmetrie vor, die im Esperanto nicht vorhanden ist: Sie zwingt einen dazu, die Adverbien in zwei Gruppen (auf -e endende „abgeleitete“ Adjektive und adverbiale Partikeln) einzuteilen, tut dies aber nicht mit den Adjektiven und Substantiven, obwohl es auch adjektivische und substantivische Partikeln gibt (z. B. iu, ĉio).
Wenn der Substantivendung -o keine weiteren grammatischen Suffixe folgen, kann das -o elidiert (ausgelassen) werden. Die Elision wird immer durch einen Apostroph (’) sichtbar gemacht.
Es gibt keinen unbestimmten Artikel (Tie estas telefono (bzw. telefon’). – Dort ist ein Telefon.) und einen bestimmten, der nicht gebeugt wird: la. Obwohl die Regeln zur Anwendung des bestimmten Artikels denen der deutschen Sprache ähneln, gibt es einige Abweichungen; z. B. wird im Esperanto im Gegensatz zum Deutschen vor Abkürzungen meistens kein bestimmter Artikel gesetzt (NATO sendis soldatarojn. – Die NATO sandte Truppen.)
Die Mehrzahlendung ist -j. Sie wird an O-Wörter (Substantive), A-Wörter (Adjektive) sowie einige substantivische und adjektivische Partikeln angehängt.
Beispiele:
- la granda domo (bzw. dom’) – das große Haus
- la grandaj domoj – die großen Häuser

Es gibt allerdings auch Partikeln, die trotz ihrer Pluralbedeutung nicht auf j enden: ni (wir), ambaŭ (beide).
Esperanto kennt nur zwei Fälle: den Nominativ und den Akkusativ. Die anderen Fälle des Deutschen (Genitiv und Dativ) werden durch Präpositionalgruppen (mit de bzw. al) übersetzt. Der Akkusativ wird aus der Nominativform durch das Suffix -n abgeleitet. Treffen Pluralsuffix und Akkusativsuffix zusammen, wird zuerst das Pluralsuffix angehängt, dann das Akkusativsuffix. Im Gegensatz zu einigen agglutinierenden Sprachen wie dem Türkischen sind Pluralsuffixe zwingend erforderlich, wenn die Menge des Gegenstands ungleich 1 ist, ebenso Akkusativsuffixe an allen Elementen (Substantive, Adjektive, Pronomen) des Objekts.
Beispiele:
- Mi vidas la grandan domon. – Ich sehe das große Haus.
- Mi vidas la grandajn domojn. – Ich sehe die großen Häuser.
- Bonan tagon! – Guten Tag!

### Verben und Zeitformen

Esperanto hat regelmäßige Endungen für diese grammatische Zeitformen:
-is – Präteritum
-as – Präsens
-os – Futur

Das Verb hat in allen konjugierten Zeitformen unabhängig von Person und Numerus nur eine Form.
Die Endung des Präsens (Gegenwart) ist -as:
- mi/vi/… skribas = ich schreibe/du schreibst/…

Die Endung des Präteritums (Vergangenheit) ist -is:
- mi skribis = ich schrieb

Die Endung des Futurs (Zukunft) ist -os:
- mi skribos =  ich werde schreiben

Die Endung des Konditionals ist -us:
- mi skribus =  ich schriebe/würde schreiben

Die Endung des Imperativs ist -u:
- skribu! = schreibe!

Es gibt in jeder Zeitstufe ein aktives und ein passives Partizip; der Vokal ist dabei derselbe wie bei den Personalformen. Die Partizipien können adjektivisch und substantivisch (zur Bezeichnung einer Person) verwendet werden, mitunter werden aus ihnen auch weitere komplexe Verbformen (siehe unten) gebildet.

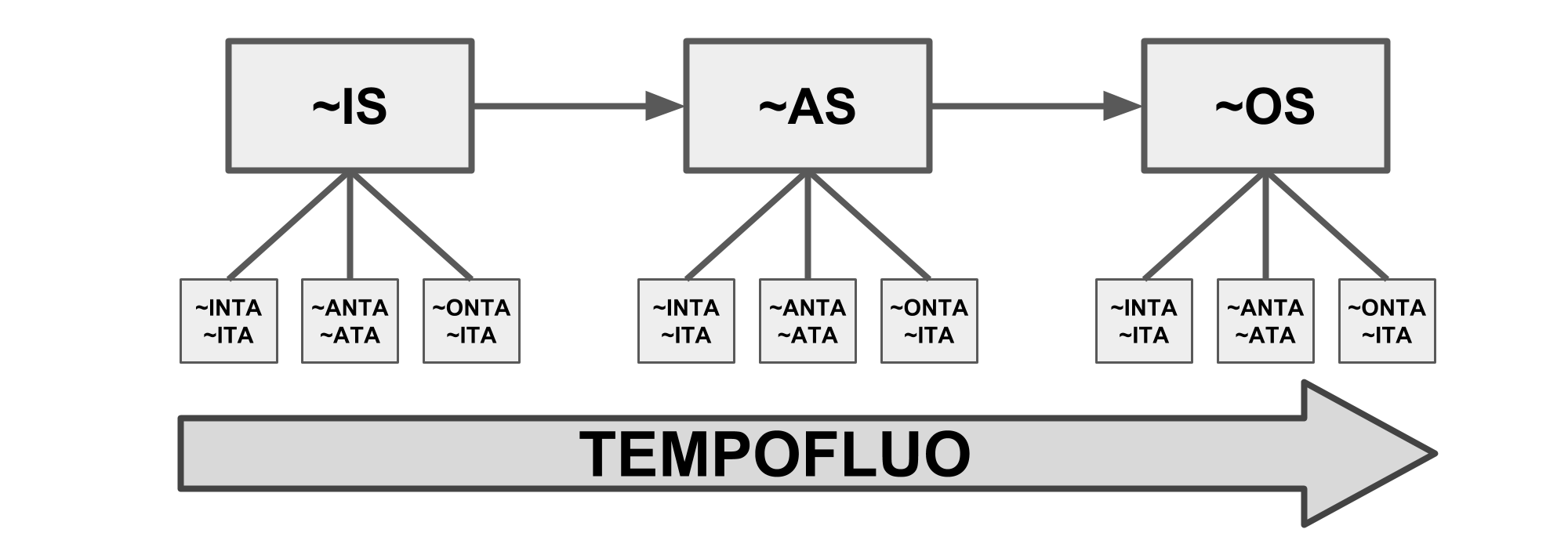
Positionen von Verbenden und Partizipien in den jeweiligen Zeitformen. Dabei stehen die Formen des Aktivs: -anta- für einen andauernden, nicht abgeschlossenen Vorgang, sich wiederholende Vorgänge (Durativ bzw. imperfektiven Aspekt), das -int- für abgeschlossene Handlungen (perfektiven Aspekt). Die Formen des Passivs: -at- andauernd, nicht abgeschlossen, -it- abgeschlossen. Zusätzlich kann einer dritte Kategorie des Verbs bezeichnet werden, der Prospektiv -ont- bzw. -ot für bevorstehende Handlungen.

Die aktiven Formen mit nicht idiomatischer Übersetzung sind
- skribinta = geschrieben habend
- skribanta = schreibend
- skribonta = schreiben werdend

Die passiven Formen sind
- skribita = geschrieben (Vergangenheit, abgeschlossen)
- skribata = geschrieben werdend (Gegenwart, im Verlauf)
- skribota = noch zu schreiben (Zukunft)

Beispiele für zusammengesetzte Zeiten im Aktiv:
- Mi estas skribanta. = Ich schreibe gerade. (umgangssprachlich „Ich bin am Schreiben.“)
- Mi estas skribinta. = Ich habe geschrieben.
- Mi estis skribanta. = Ich schrieb gerade. (umgangssprachlich „Ich war am Schreiben.“)
- Mi estis skribinta. = Ich hatte geschrieben.
- Mi estos skribinta. = Ich werde geschrieben haben.

Beispiele im Passiv:
- La letero estas skribata. = Der Brief wird (gerade) geschrieben.
- La letero estas skribita. = Der Brief ist (fertig) geschrieben worden.
- La letero estas skribota. = Der Brief wird geschrieben werden.

Gelegentlich werden von den Partizipien weitere einfache Zeitformen abgeleitet, die Wennergren als „abgekürzte zusammengesetzte Verben“ bezeichnet. Formen auf intus sind darunter häufig:
- Mi venintus, se mi sciintus tion. = Mi estus veninta, se mi estus sciinta tion. = Ich wäre gekommen, wenn ich das gewusst hätte.
- Bezonatas novaj fortoj. = Estas bezonataj novaj fortoj. = Es werden (ständig) neue Kräfte gebraucht.

## Die Wortbildung
Esperanto hat eine Reihe semantischer Vor- und Nachsilben, mit denen man neue Wörter zusammensetzen kann. Eine kleine Auswahl soll hier kurz genannt werden:
mal- (drückt das Gegenteil aus)
- bona – gut; malbona – schlecht
- granda – groß;  malgranda – klein

-et- (Verkleinerung)
- rivereto – Flüsschen, Bach (rivero – Fluss)

-eg- (Vergrößerung, Verstärkung)
- riverego – Strom (rivero – Fluss)

-ej- (Ort)
- laborejo – Arbeitsstätte (laboro – Arbeit)

-uj- (Behälter, Gefäß)
- riverujo – Flussbett

Man kann auch mehrere Vor- und Nachsilben miteinander kombinieren, wobei die Reihenfolge der Affixe zu beachten ist.
- laborejeto – kleine Arbeitsstätte, „Arbeitszimmerchen“

Diese semantischen Suffixe lassen sich (im Gegensatz zu den grammatischen) auch als Wortstämme auffassen, an die wiederum Ableitungssuffixe antreten können, z. B. ejeto – kleines Örtchen. Problematisch wird das bei der direkten Kombination von Prä- und Suffixen. So ist z. B. nicht ersichtlich, ob malega ‚klein‘ bedeuten soll oder ‚völlig gegenteilig‘. Solche Wörter müssen als eigene Vokabeln gelernt werden.
Auch ist die Reihenfolge der Auswertung von Affixen nicht immer ohne Kontext zu bestimmen. Dass z. B. das Wort mal|san|ul|ej|o (= Krankenhaus) in der Reihenfolge (((mal(san))ul)ej)o ausgewertet wird und nicht beispielsweise (mal(((san)ul)ej))o, ist nicht auf den ersten Blick ersichtlich.
Mit Hilfe des Wortstammes telefon und der Wortklassensuffixe lassen sich die folgenden Wörter bilden:
- telefoni – telefonieren
- telefono – Telefon
- telefona – telefonisch (Adjektiv) (telefona peto = telefonische Bitte)
- telefone – telefonisch (Adverb) (telefone mendi = telefonisch bestellen)

Mit Hilfe der semantischen Wortbildungssilben lassen sich weitere Wörter bilden:
- telefonado – das Telefonieren
- telefonejo – Telefonhäuschen
- telefoneto – kleines Telefon
- maltelefoni – das Gegenteil von „telefonieren“ (sinnloses Wort)

Mit Hilfe der Partizipien ergeben sich weitere Wortbildungen:
- la telefonanto – der/die Telefonierende
- la telefoninto – Person, die telefoniert hat (eigentl. der/die telefoniert Habende)
- la altelefonito – der/die Angerufene

Die vorstehend erläuterte Wortbildung erfolgt im Gegensatz zu natürlichen Sprachen weitestgehend regelmäßig. Daraus ergibt sich eine erhebliche Erleichterung des Vokabellernens.

### Die Tabellwörter
Die Tabellwörter (Zamenhofsche Tabelle) sind fünfundvierzig Wörter verschiedener Wortarten (u. a. die Interrogativpronomina/-adverbien und Demonstrativpronomina/-adverbien), die systematisch aus den fünf Präfixen ti-, ki-, ĉi-, neni- und i- und den neun Suffixen -o, -u, -a, -el, -e, -am, -om, -al und -es zusammengesetzt sind und daher gut in Tabellenform dargestellt werden können.
Durch eine Kombination von „Grundeinheiten“ mit den markierenden Konsonanten t-, k-, ĉ, nen- können fünfundvierzig Wörter generiert werden, dabei stehen die „Grundeinheiten“:
|                           | ki- fragend; auch rückbezüglich                      | ti- hinweisend                           | i- unbestimmt                                         | ĉi- verallgemeinernd; allumfassend    | neni- verneinend                                   |
| -u Person, benannte Sache | kiu wer? welche/welcher/welches? (von den genannten) | tiu jene/jener/jenes                     | iu jemand, irgendein                                  | ĉiu jede/jeder/jedes                  | neniu niemand, kein                                |
| -o unbenannte Sache       | kio was?                                             | tio jenes, das                           | io irgendwas, etwas                                   | ĉio alles                             | nenio nichts                                       |
| -e Ort                    | kie wo?                                              | tie dort, da                             | ie irgendwo                                           | ĉie überall                           | nenie nirgendwo                                    |
| -am Zeit                  | kiam wann?, als                                      | tiam dann; zu jener Zeit                 | iam irgendwann; jederzeit                             | ĉiam immer; allzeit                   | neniam niemals; zu keiner Zeit                     |
| -a Eigenschaft            | kia welcher Art, wie beschaffen?                     | tia so beschaffen, derartig, solcher Art | ia irgendeiner Art, irgendwelcher Art                 | ĉia jederlei, jederart, jeglicher Art | nenia keinerlei, von keinerlei Art                 |
| -el Art und Weise         | kiel wie, auf welche Weise?                          | tiel so, auf diese Weise                 | iel irgendwie, auf irgendeine Weise                   | ĉiel auf jede Weise                   | neniel in keiner Weise                             |
| -om Menge                 | kiom wie viel?                                       | tiom so viel                             | iom ein wenig, eine beliebige Menge, irgendeine Menge | ĉiom alles, alle Mengen               | neniom nichts, keine Menge                         |
| -al Grund                 | kial warum?                                          | tial darum, deshalb                      | ial aus irgendeinem Grund, egal warum                 | ĉial aus jedem Grund                  | nenial aus keinem Grund                            |
| -es Besitz                | kies wessen?                                         | ties dessen, deren                       | ies irgendjemandes, irgendeines                       | ĉies jedermanns, jeder Gesamtheit     | nenies niemandes, keines Dinges, keiner Gesamtheit |

Die hinweisenden Wörter haben neutrale oder entfernte Bedeutung („jene“); durch vor- oder nachgestelltes ĉi kann explizit (sachliche, räumliche, zeitliche etc.) Nähe ausgedrückt werden: tio ‚das‘ (neutral) oder ‚jenes‘ – ĉi tio oder tio ĉi ‚dieses‘; tial ‚deswegen‘ (neutral) oder ‚aus jenem Grund‘ – ĉi tial oder tial ĉi ‚aus diesem Grund‘.
In natürlichen Sprachen wie Französisch (combien, comment; quelqu'un, quelque part, quelque-fois) und Deutsch (wann? dann; was? das; wer? der) gibt es auch Ansätze einer zumindest scheinbaren Systematik, die aber nicht durchgehend ist, wie die Tabelle beispielhaft für die deutsche Sprache zeigt.

## Wortschatz

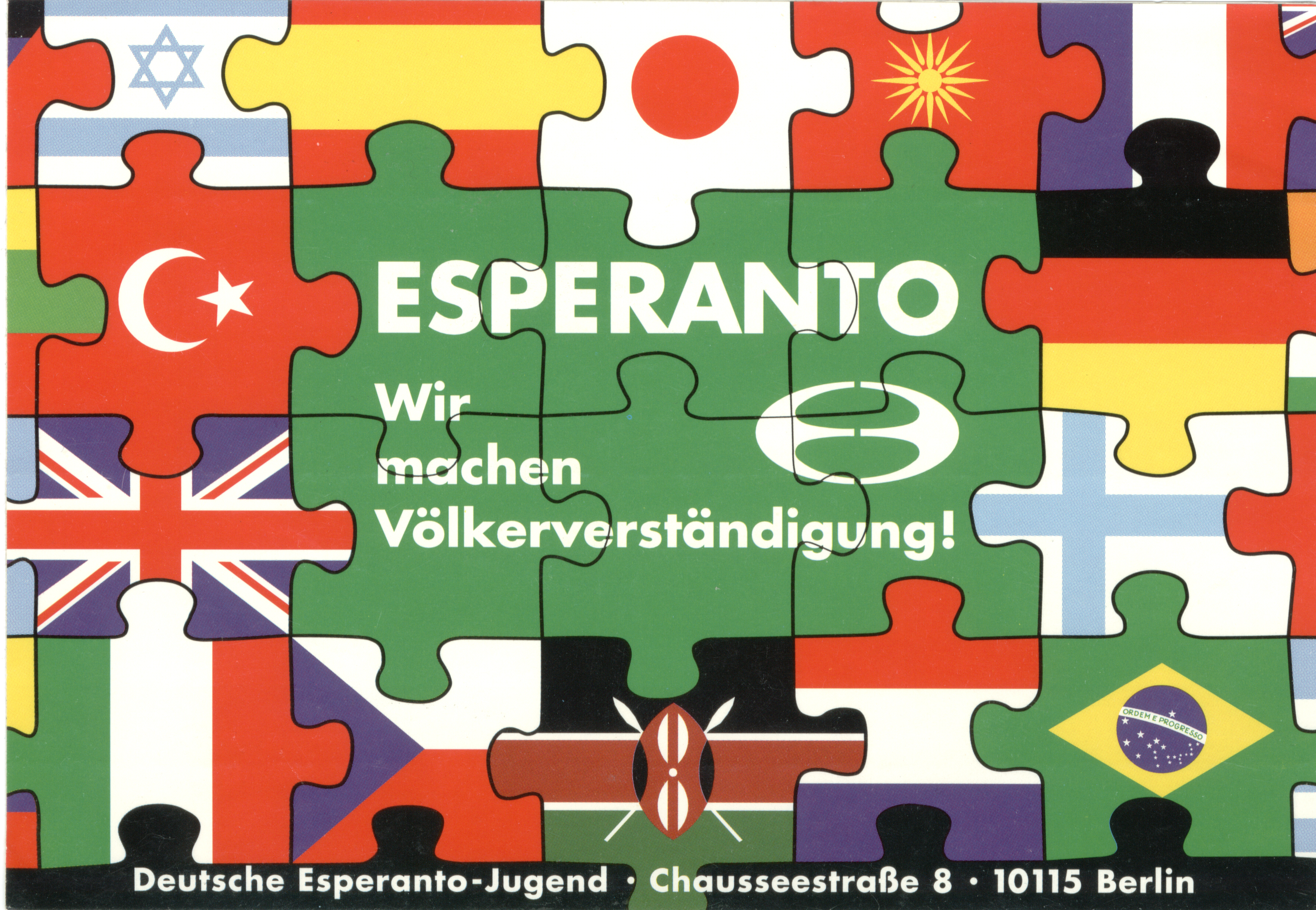
Man sagt manchmal, dass Esperanto ein Sprach-Puzzle ist.

Der Wortschatz des Esperanto entstammt zum weitaus überwiegenden Teil europäischen, vornehmlich den romanischen Sprachen, ferner dem Deutschen und Englischen, in geringem Umfang auch slawischen Sprachen, dem Griechischen und anderen Sprachen. Oft gehen Esperanto-Wörter auf verwandte Wortvarianten mehrerer Sprachen zurück. In einer Reihe von Fällen stellen sie Kompromissformen zwischen ihnen dar.
Beispiele:
- so ähnlich wie in romanischen Sprachen:
  - Latein: sed, tamen, okulo, akvo … (aber, trotzdem, Auge, Wasser)
  - Französisch:  dimanĉo, ĉe, frapi, ĉevalo  … (Sonntag, bei, klopfen, Pferd)
  - Italienisch:  ĉielo, fari, voĉo … (Himmel, machen, Stimme)
  - aus mehreren romanischen Sprachen: facila, fero, verda, vino, libro, koloro … (leicht, Eisen, grün, Wein, Buch, Farbe)
- so ähnlich wie in germanischen Sprachen:
  - Deutsch: baldaŭ, bedaŭri, hundo, nur, nun … (bald, bedauern, Hund, nur, nun [jetzt])
  - Englisch: birdo, spite … (Vogel, zum Trotz)
  - aus mehreren germanischen Sprachen: bildo, fiŝo, fremda, hasti, somero, vintro … (Bild, Fisch, fremd, hasten, Sommer, Winter)
- so ähnlich wie in slawischen Sprachen:
  - Polnisch: ĉu, krado, pilko, moŝto … (Fragepartikel, Gitter(rost), Ball, Hoheit)
  - Russisch: barakti, serpo, vosto … (ringen, Sichel, Schwanz)
  - Tschechisch: ne, roboto … (nein, Roboter, schöpfen [zu tschechisch čerpadlo Schöpfwerk])
  - aus mehreren slawischen Sprachen: bulko, klopodi, krom, prava, ĉerpi … (Semmel/Brötchen, sich bemühen, außer, Recht habend, schöpfen)
- so ähnlich wie in weiteren Indogermanischen Sprachen:
  - Griechisch: kaj, biologio, hepato … (und, Biologie, Leber)
  - Litauisch: tuj … (sofort; im Litauisch tuoj)
  - Sanskrit: budho, nirvano … (Buddha, Nirwana)
  - mehrere: du, ju … (zwei, je)
- so ähnlich wie in Finno-Ugrischen Sprachen:
  - Finnisch: lirli, saŭno (plätschern, Sauna)
  - Ungarisch: ĉako, ĉardo, ĉardaŝo … (Tschako, Csárda, Csárdás)
- so ähnlich wie in Semitischen Sprachen:
  - Hebräisch: kabalo … (Kabbala)
  - Arabisch: kafo, taso (Kaffee, Tasse)
- so ähnlich wie in weiteren Sprachen:
  - Japanisch: cunamo, zeno (Tsunami, Zen)
  - Chinesisch: tofuo, teo, kaolino … (Tofu, Tee, Kaolin)
  - Hawaiisch: vikio … (Wiki)

In den über hundert Jahren seiner Existenz hat sich Esperanto ähnlich wie eine natürlich entstandene Sprache weiterentwickelt – neue Wörter, die in der Umgangssprache, in Zeitschriften oder in der Literatur gebraucht werden, finden nach einiger Zeit Eingang in Wörterbücher. Teilweise erscheinen neue Wörter auch zuerst als Prägungen von Lexikografen in Wörterbüchern und erlangen von da aus Verbreitung. Ein Teil dieser Wörter wird in den offiziellen Wortschatz der Esperanto-Akademie aufgenommen und gehört fortan zu den allgemeinverbindlichen Grundlagen der Sprache. Die Akademie beobachtet auch weitere Aspekte der Sprachentwicklung und gibt von Zeit zu Zeit Empfehlungen ab, z. B. zu Ländernamen. Fremdwörter werden im Esperanto entsprechend Regel 15 des Fundamento de Esperanto verwendet. Eines der neuen Wörter ist mojosa, ein Akronym aus moderna-junstila, entspricht Englisch cool.

## Zahlwörter
Kardinalzahlen von 0 bis 10:
| Zahl      | 0    | 1   | 2  | 3   | 4    | 5    | 6   | 7   | 8  | 9   | 10  |
| Esperanto | nulo | unu | du | tri | kvar | kvin | ses | sep | ok | naŭ | dek |

Daraus werden die Zahlen bis 99 folgendermaßen zusammengesetzt:
| 10 | dek     | 20 | dudek     | 30 | tridek     | 40 | kvardek …     |
| 11 | dek unu | 21 | dudek unu | 31 | tridek unu | 41 | kvardek unu … |
| 12 | dek du  | 22 | dudek du  | 32 | tridek du  | 42 | kvardek du …  |

100 (cent) und 1000 (mil) werden analog zu dek (10) eingebaut also:
| 100 | cent   | 101 | cent unu   | 110 | cent dek   | 120 | cent dudek   |
| 200 | ducent | 201 | ducent unu | 210 | ducent dek | 220 | ducent dudek |

und
| 1000 | mil    | 1001 | mil unu    | 1010 | mil dek    | 1985    | mil naŭcent okdek kvin |
| 2000 | du mil | 2001 | du mil unu | 2010 | du mil dek | 100.007 | cent mil sep           |

Größere Zahlwörter (miliono, …) und nulo (Null) gelten als Substantive und müssen mit dem Gezählten durch die Präpositionen de oder da verbunden werden: du jaroj ‚zwei Jahre‘, du milionoj da jaroj ‚zwei Millionen Jahre‘. Nulo tritt gelegentlich auch als quasi ursprüngliches Zahlwort nul auf.
Bei Null ist der Gebrauch schwankend. 
Ordnungszahlen werden mit der Endung -a gebildet (Adjektivendung) und im Gegensatz zu Kardinalzahlen wie Adjektive gebeugt. Beispiele:
- la kvara domo – das vierte Haus.
- Mi vidas tri domojn, sed ne la kvaran. – Ich sehe drei Häuser, aber nicht das vierte.

## Terminologie
Die Esperanto-Fachvereine pflegen die Fachwörterbücher. Es gibt (Stand April 2013) 63 „offizielle“ Fachvereine, die den Status kollektiver Mitglieder der UEA (Esperanto-Weltassoziation) haben. Fast alle diese Vereine pflegen Wörterbücher im entsprechenden Fach (z. B. Informationstechnologie, Physik, Biologie, Medizin, Eisenbahn u. a.). Diese Wörterbücher sind meistens im Internet erreichbar.
Die wichtigsten Fachwörterbücher werden regelmäßig aktualisiert.
Auch das Fachvokabular neigt, gemäß den Prinzipien der Sprache, zur Eindeutigkeit. Beispielsweise heißt „Moment“ im Sinne von „Zeitaugenblick“ momento. Spricht man hingegen von physikalischen Eigenschaften wie dem „Drehmoment“, dem „Trägheitsmoment“ oder dem „Drehimpuls“ (engl. angular momentum), verwendet man momanto.

### Sprachbeispiel
Allgemeine Erklärung der Menschenrechte, Artikel 1:
Ĉiuj homoj estas denaske liberaj kaj egalaj laŭ digno kaj rajtoj. Ili posedas racion kaj konsciencon, kaj devus konduti unu al alia en spirito de frateco.

Alle Menschen sind frei und gleich an Würde und Rechten geboren. Sie sind mit Vernunft und Gewissen begabt und sollen einander im Geist der Brüderlichkeit begegnen.